# Société internationale de thrombose et d'hémostase
La Société internationale de thrombose et d'hémostase (en anglais International Society on Thrombosis and Haemostasis - ISTH) est une organisation mondiale à but non lucratif composée de spécialistes dans le domaine de la coagulation sanguine et de ses troubles, tels que la thrombose et l'hémophilie. 

## Historique et missions
Elle a été fondée en 1954 sous le nom de Comité international de thrombose et d'hémostase (en anglais ICTH). La société a été réorganisée en 1969 sous le nom anglais d'ISTH. Elle représente actuellement environ 5 000 membres de 98 pays différents. L'organisation initie et promeut des initiatives d'éducation et de sensibilisation, des activités de recherche, des réunions scientifiques, des publications évaluées par des pairs, des comités d'experts et l'élaboration de normes permettant un langage et une approche communs aux sciences fondamentales et cliniques dans le monde entier. Il publie également la revue médicale Journal of Thrombosis and Haemostasis et son homologue en libre accès, Research and Practice in Thrombosis and Haemostasis.

## Comité scientifique et de normalisation
Le Comité scientifique et de normalisation (Scientific and Standardization Committee - SSC) a débuté en 1954 en tant que Comité international pour la normalisation de la nomenclature des facteurs de coagulation du sang. Le SSC est un comité permanent de l'ISTH et son bras de travail scientifique. Menées par 20 sous-comités et groupes de travail, ses activités favorisent la coopération entre les principaux scientifiques internationaux et orientent leurs énergies vers des projets qui génèrent des outils scientifiques cliniques et fondamentaux fiables et standardisés.

## Publications
- Journal of Thrombosis and Haemostasis, journal médical officiel de l'ISTH
- Research and Practice in Thrombosis and Haemostasis, revue en libre accès de l'ISTH